# Mate Vukorepa
Mate Vukorepa (Hrvatska, 1978.) je hrvatski heavy metal pjevač. Najpoznatiji je kao vokalist splitskog heavy metal sastava Ultimatum. 

## Ultimatum
Godine 2001., zajedno s vokalistom Mihovilom Čerinom osnovao je sastav Ultimatum te u istomu pjeva dan danas.